# Hedge End
Hedge End är en stad och civil parish i grevskapet Hampshire i södra England. Staden ligger i distriktet Eastleigh, strax öster om Southampton. Tätorten (built-up area) hade 23 189 invånare vid folkräkningen år 2021.